# Миллер, Ольга (историк)
Ольга Миллер (англ. Olga Eunice Miller,), известная также как тётя Ольга (англ. Aunty (Auntie) Olga) и по её традиционному имени Ванди — австралийский историк, художница, писательница и старейшина аборигенского народа Бутчулла. Она часто выступала в качестве защитника интересов народов К’гари (остров Фрейзер) и Бутчулла, а также иллюстрировала «Легенды о Муни Ярле» — первую известную детскую книгу, написанную австралийским аборигеном. В 2002 году Ольга была удостоена премии «Queensland Greats Awards». 

## Юные годы и личная жизнь
Самая младшая из семи братьев и сестёр, Миллер родилась под именем Ольга Юнис Вонданна 27 марта 1920 года в Мэриборо, Квинсленд, в семье матери Этель Мэрион Ривз (урождённой Гриббл) и отца Фредерика Вонданна. Отношения её родителей, коренного мужчины и белой женщины, вызывали споры в то время и особенно протест брата Этель миссионера Эрнеста Гриббла.
Ольга сменила фамилию с Вонданна на Ривз, прежде чем 1 июня 1940 года вышла замуж за Рональда Ричарда Миллера и взяла его фамилию.
Она была представителем народа бутчулла, среди которых её дед по отцовской линии Вилли Вонданна был видным лидером, а её сын Глен теперь является старейшиной. Между тем, её дедом по материнской линии был английский миссионер XIX века Дж. Б. Гриббл:33, хорошо известный своей работой с коренными австралийцами.
Её внучатая племянница Фиона Фоли — художница и один из основателей Кооператива художников-аборигенов Бумалли.

## Карьера
Миллер работала в различных СМИ, писала для школьных учебников, анимационных фильмов и газет, выступала на радио и иллюстрировала детские рассказы. В 1964 году она проиллюстрировала «Легенды о Муни Ярле», написанные её братом Уилфом Ривзом, которые стали первой известной опубликованной детской книгой, написанной австралийским аборигеном. Она проиллюстрировала его под своим традиционным именем народа бутчулла — Ванди, что означает «дикая утка».
Помимо своей работы в СМИ, она была активисткой по вопросам К’гари (остров Фрейзер), к ней часто обращались за консультациями застройщики, когда хотели строить на данной территории. Описывая свою правозащитную деятельность, Миллер сказала, что она «[сделала] из себя помеху», но что её «не интересовали деньги… просто [присматривала] за землёй».
Она была Кабунья (хранительницей записей) народа бутчулла, эту роль ей доверил её дед. Будучи экспертом в знаниях об аборигенах и уважаемым историком, она на протяжении всей своей жизни выступала в качестве консультанта по вопросам истории и проблем коренных народов. По данным правительства Квинсленда, она «тратила своё время на просвещение некоренных австралийцев о доевропейской истории, а аборигенов — об их собственной культурной истории».

## Награды
Миллер получила Медаль Столетия за «заслуги в деле примирения и сохранения истории аборигенов» в первый день Нового года 2001 года, а в 2002 году получила «Queensland Greats Awards», награду, которая «признаёт усилия и достижения выдающихся личностей… за их неоценимый вклад в историю и развитие штата».
В апреле 2003 года ей была присуждена почётная стипендия Университета Южного Квинсленда (USQ), в кампусе которого на побережье Фрейзера она помогла основать центр обучения коренных народов Buallum Jarl-Bah.

## Смерть и память
Миллер умерла в августе 2003 года в Мэриборо. Её смерть подтвердил член парламента от Мэриборо Крис Фоли в зале парламента Квинсленда.
В декабре 2009 года Университет Квинсленда посвятил ей сад на территории своего кампуса на Фрейзер-Кост — Мемориальный сад Ольги Миллер. И сад, и Буаллум Ярл-Бах сохранились с момента перевода кампуса в Университет Саншайн-Коста.